# Sabia Boulahrouz
Sabia Boulahrouz (geborene Sabia Engizek, * 31. März 1978 in Hamburg) ist ein türkisch-deutsches ehemaliges Model, It-Girl, und Tänzerin. Bekanntheit erlangte sie in erster Linie durch Berichterstattung in Boulevardmedien über sie als Spielerfrau an der Seite von Khalid Boulahrouz und Rafael van der Vaart.

## Leben
Sabia Engizek wuchs mit zwei Schwestern in einer türkeistämmigen Hamburger Gastarbeiterfamilie auf. Sie arbeitete als Jeans-Verkäuferin und als Gogo-Tänzerin in Hamburger Diskotheken. Hier lernte sie den Diskothekenbesitzer Milan Bakrac kennen, von dem sie mit 17 ihr erstes Kind, eine Tochter, bekam. Nach einer Beziehung mit dem DJ Markus Gardeweg heiratete sie Jens Thele, den Gründer von Kontor Records. 2006 traf sie den holländischen Fußballspieler Khalid Boulahrouz, der damals für den Hamburger SV spielte. Sie ließ sich von Thele scheiden, um Boulahrouz im Dezember 2006 zu heiraten. Mit Boulahrouz bekam sie drei Kinder (* 2008,* 2010,* 2011). Die 2008 drei Monate zu früh geborene Tochter des Paares starb einen Tag nach der Geburt. Im Januar 2013 wurde die Ehe geschieden. Von Frühjahr 2013 bis August 2015 war sie mit Rafael van der Vaart liiert. Die Umstände dieser Verbindung erzeugten ein weitreichendes Boulevardmedienecho.
Sabia Boulahrouz spricht fließend Deutsch und Niederländisch.

## Karriere
Als Spielerfrau von Khalid Boulahrouz und durch die medial stark wahrgenommene Beziehung zum niederländischen Fußball-Nationalspieler Rafael van der Vaart bekannt geworden, wurde Boulahrouz 2015 in die Kartei der Mega Model Agency von Ted Linow aufgenommen. Sie beendete die Zusammenarbeit 2016, um sich verstärkt ihrer Fernsehkarriere zu widmen.
Ebenfalls 2015 erhielt sie im niederländischen Fernsehen ein erstes TV-Engagement als Jury-Mitglied der Castingshow MindMasters LIVE, der niederländischen Version von The next Uri Geller. Es folgten weitere Auftritte und Teilnahmen in niederländischen und deutschen Fernsehshowformaten, so unter anderem in Global Gladiators im Sommer 2018.
Im März 2019 zierte sie das Cover des deutschen Playboy.

## Fernsehauftritte
- 2015: MindMasters LIVE (als Jury-Mitglied)[8]
- 2016: Ranking the Stars[10]
- 2016: Dance Dance Dance (RTL), mit Leonard Freier als Tanzpartner
- 2016: Grill den Henssler
- 2018: Promi Shopping Queen
- 2018: Global Gladiators